# Act of Uniformity 1548
Act of Uniformity 1548 var en engelsk parlamentsakt, som godkändes 1548 och infördes 21 januari 1549. Det var en del av reformationen i England. Den är även känd under namnen Act of Uniformity 1549, Uniformity Act 1548, och Act of Equality. 
Akten följde på Edwardian Injunctions of 1547 och Sacrament Act 1547, som båda hade tagit steg mot introduktionen av en officiell protestantisk doktrin för kyrkan i England och Wales. Sedan införandet av reformationen i England hade det inte funnits en officiell doktrin, utan varje individuell kyrka hade utvecklat sin egen protestantiska tolkning av missale. Act of Uniformity fastställde Book of Common Prayer (1549) som den enda godkända lagliga formen av religiös dyrkan i England.